# Anna Rita Del Piano

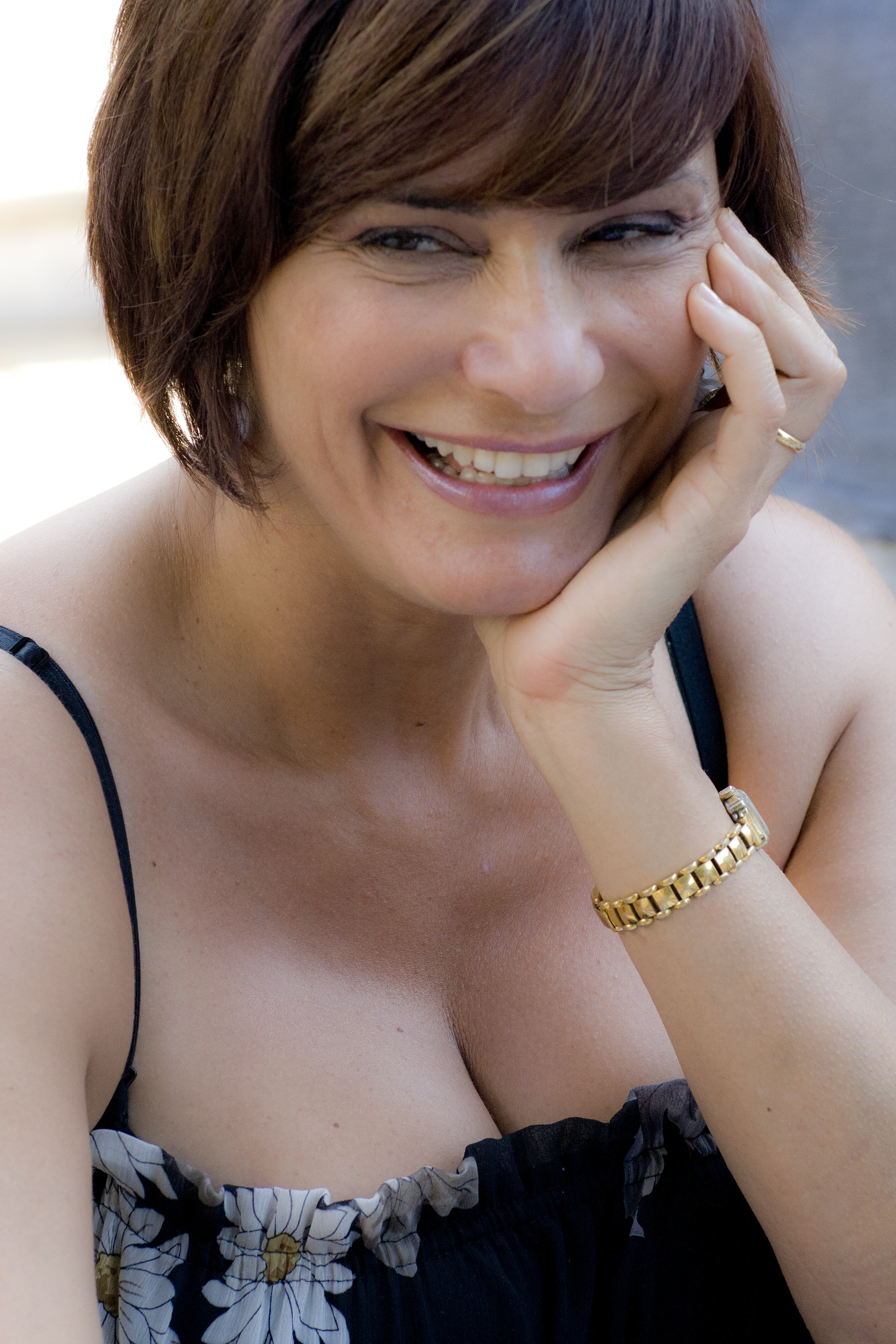
Anna Rita del Piano (Juli 2012)

Anna Rita Del Piano (* 26. Juli 1966 in Cassano delle Murge als Anna Rita Viapiano) ist eine italienische Filmschauspielerin, Theaterschauspielerin und Theaterregisseurin.

## Leben

### Ausbildung und Theater
Del Piano wurde in der Provinz Bari, Apulien, in Süditalien geboren. Ihre Kindheit verbrachte sie in ihrem Geburtsort Cassano delle Murge. Ihre Familie zog später nach Matera; dort erhielt sie klassischen Ballettunterricht. Im Alter von acht Jahren stand sie erstmals in einer Ballettaufführung auf der Bühne. Del Piano absolvierte zunächst eine Ausbildung als Balletttänzerin bei Maestro Niccolò Piccinni in Bari. 1984 trat sie in Bari gemeinsam mit Momcilo Borojevic auf. Sie war Mitglied der Dance Mania Dance Company in Venosa, wo der Tänzer und Choreograf Tani Viti ihr Partner war. Sie schloss die Universität Urbino am Istituto Superiore di Educazione Fisica mit Diplom ab. Sie studierte am Conservatorio Musicale Egidio Romualdo Duni in Matera; dort erwarb sie ein Diplom in Gesang und Tonlehre.
Bereits im Alter von 10 Jahren entwickelte Del Piano großes Interesse für das Theater und das Schauspiel. Sie besuchte später verschiedene Schauspielschulen und Schauspielkurse, unter anderem 1986 das Laboratorio Teatrale „Hermes“ (Leitung: Emilio Andrisani), 1989 das Laboratorio Teatrale des Teatro dei Sassi in Matera (Leitung: Massimo Lanzetti und Loredana Paolicelli) und 1989 die Stage Teatrale sulla parola nel linguaggio (Leitung: Mario Scaccia). Del Piano trat zunächst an kleinen lokalen Bühnen als Theaterschauspielerin auf, schwerpunktmäßig in Matera und Süditalien. Weiterführende Studien folgten in den 1990er Jahren an verschiedenen Schauspielschulen in Rom; regelmäßig besuchte Del Piano seit 1997 auch Schauspielkurse nach der Methode von Lee Strasberg. Zu ihren schauspielerischen Vorbildern gehören Anna Magnani, Katharine Hepburn und Meryl Streep.
Del Piano spielte im späteren Verlauf ihrer Karriere als Theaterschauspielerin unter anderem Medea in dem Schauspiel Yerma e le altre von Daniela Ferri (2005; Teatro Agorà Rom), Iokaste in Edipo Re (2007; Parco delle Catacombe di Generosa Rom), die Haushälterin La Poncia (ital.: Ponzia) in Bernarda Albas Haus und die Astrologin Angela in der Uraufführung des Theaterstücks Nulla è cambiato von Paola Aspri (2011; Teatro Sala Uno Rom).
Anna Rita del Piano lebt seit vielen Jahren dauerhaft in Rom.

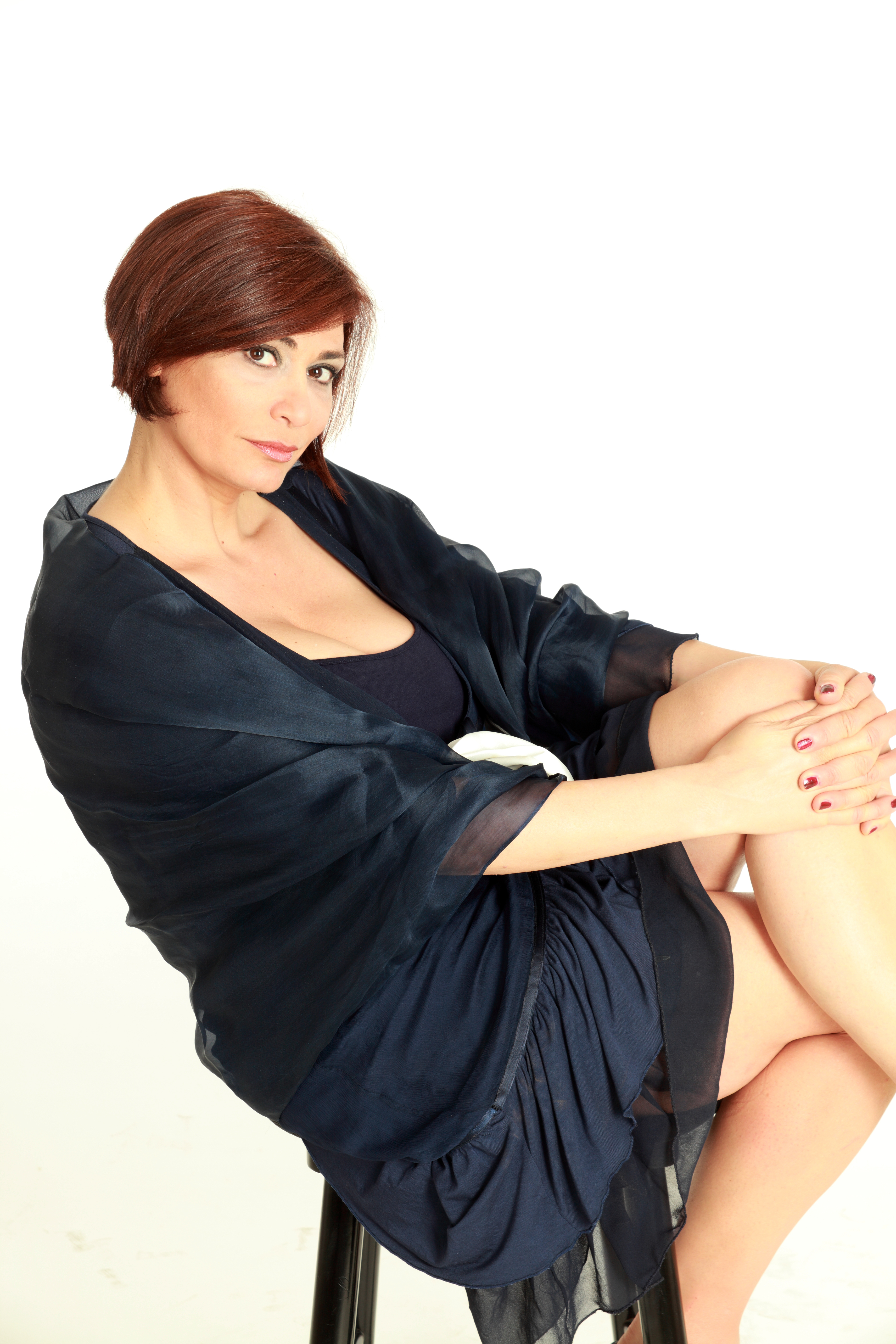
Anna Rita Del Piano in Pose

### Kino und Fernsehen
Ihr erster Kontakt zum Kino entstand im Jahr 1993 in Matera während der Dreharbeiten zu dem Film Der Mann, der die Sterne macht (1995). Der Regisseur Giuseppe Tornatore gab ihr eine kleine Rolle in dem Film und riet ihr, nach einem Vorsprechen bei ihm, eine Karriere als Schauspielerin zu verfolgen. Im Verlauf ihrer Karriere hatte sie zahlreiche weitere Kinorollen: unter anderem als Roccos Mutter (Mutter eines Klassenkameraden der im Mittelpunkt der Handlung stehen beiden Jungen Stefano und Gino) in dem Filmdrama Tornare Indietro (2002) von Renzo Badolisani, als Rollos Mutter (Mutter des männlichen Protagonisten) in dem Roadmovie Verso nord (2004), als Sozialarbeiterin Giusi in dem Filmdrama Le bande (2005) unter der Regie von Lucio Giordano, als Kartenverkäuferin im Kino (im Original: Bigliettaia) in der Komödie Focaccia Blues (2009) von Nico Cirasola, als Witwe Pavone in der Filmkomödie L‘uomo nero (2009) von Sergio Rubini und als Anna (Mutter der männlichen Filmhauptrolle) in der Filmkomödie Che bella giornata (2011) von Checco Zalone. 2013 war sie unter der Regie von Domenico Costanzo in der Rolle der Giovanna in der Filmkomödie Una vita da sogno zu sehen.
1996 gab sie ihr Debüt als Fernsehschauspielerin in dem Fernsehfilm Die heiligen vier Könige (1997) unter der Regie von Stefano Reali in der Rolle einer schönen Aussätzigen. 1999 spielte sie, erneut unter der Regie von Stefano Reali, die Frau eines brutalen, gefährlichen Gangsterbosses in dem Fernsehfilm Ultimo; zu ihren Partnern gehörte Raoul Bova. 2000 hatte sie eine Rolle in dem Fernsehdrama Der Flug des Adlers und der Fortsetzung Le Ali della Vita 2, neben Sabrina Ferilli und Virna Lisi; sie spielte die Rolle der Nonne Schwester Celestina. In dem Fernsehfilm Maria Goretti (2003), einer Verfilmung des Lebens der katholischen Märtyrerin Maria Goretti, stellte sie Teresa Cimarelli, die Patentante und Taufpatin der Maria Goretti, dar. In der Fernsehserie Don Matteo (mit Terence Hill) hatte sie 2003 eine Nebenrolle als Rossana. In dem Fernsehfilm L'uomo sbagliato (2005) verkörperte sie erneut unter der Regie von Stefano Reali, an der Seite von Beppe Fiorello, in der Rolle der Cristiana dessen Film-Verlobte. In dem Kriminalfilm Butta la Luna (2006) mit Nino Frassica und Fiona May übernahm sie die Rolle der Polizeiinspektorin.
In den Jahren 2001 und 2005 wurde Anna Rita Del Piano beim Festival del Cinema e della Televisione in Salerno in der Kategorie „Beste Nebendarstellerin“ (Miglior „Attrice non protagonista“) für ihre Rollen in Le ali della vita 2 und L'uomo sbagliato ausgezeichnet.

### Gesang, Rezitation und Regie

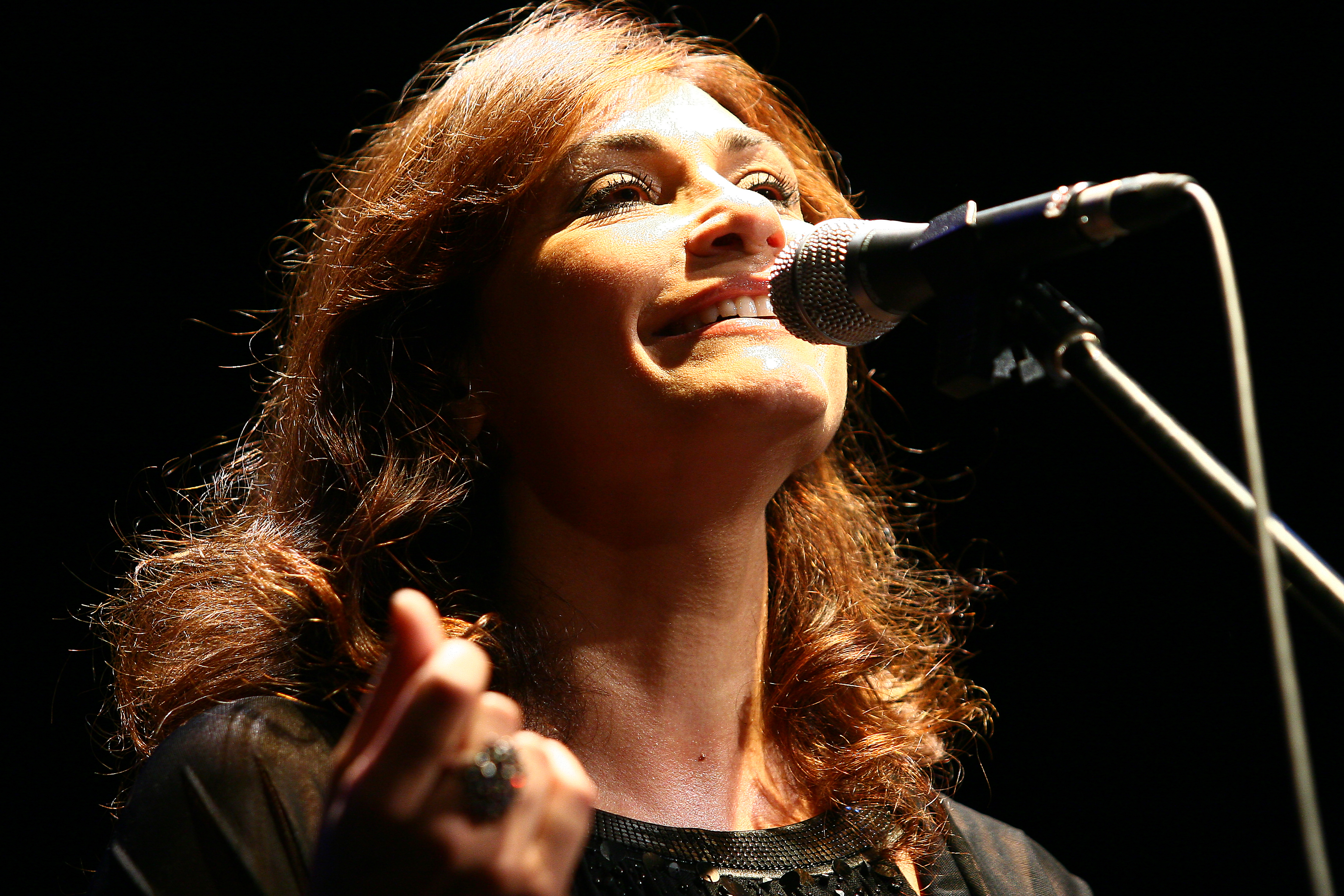
Anna Rita Del Piano bei dem Konzert Tribute to Maestro Ennio Morricone im Jahr 2008

Del Piano ist auch als Sängerin tätig. Ihr Repertoire umfasst Renaissancemusik, Oper, Operette bis hin zum Jazz.
2004 trat sie als Clotilde in der Oper Norma auf. Seit 2004 arbeitet sie regelmäßig mit dem Ensemble SYMPHONIA MEDIEVALE zusammen; sie tritt als Gesangs-Solistin in historischen Kostümen mit geistlichen und weltlichen Kompositionen der Musik des Mittelalters und der Renaissance auf. Im August 2009 war sie in ihrer Heimatstadt Cassano mit dem L’Ensemble Medievale mit dem Programm De Laeta Vita als Solistin zu Gast. Regelmäßig tritt sie auch mit dem Ensemble Il Rondello auf. 2009 war sie mit dem Programm Ombretenue, einer szenischen und musikalischen Hommage an die Jazz-Sängerin Billie Holiday, auf Tournee.
Del Piano ist regelmäßig auch als Rezitatorin tätig. 2003 war sie die Erzählerin in einer Produktion von Peter und der Wolf. 2004 gestaltete sie als Sängerin und Rezitatorin gemeinsam mit Michele Placido als Partner, das Programm Un Viaggio chiamato Amore. Im April 2012 gehörte sie neben Michele Placido, Corinne Cléry und Alessandro Haber im Anfiteatro dell'Antiquarium di Ficocella in Palinuro zu den Rezitatoren bei einer szenischen und musikalischen Lesung mit dem Titel Dalla notte del mito all'Eneide nei luoghi e nei tempi di Virgilio mit Auszügen aus der Aeneis.
2011 inszenierte sie in Cassano delle Murge das Musical Parigi nell'Anno del Signore nach Motiven des Romans Der Glöckner von Notre-Dame; außerdem war sie in der Produktion neben der Regie als Erzählerin tätig.

## Filmografie (Auswahl)
- 1995: Der Mann, der die Sterne macht (L’uomo delle stelle) (Kinofilm)
- 1997: Die vier heiligen Könige (Il quarto re), Regie: Stefano Reali (Fernsehfilm)
- 1998: Ultimo, Regie: Stefano Reali (Fernsehfilm)
- 1999: La balia, Regie: Marco Bellocchio (Kinofilm)
- 2000: Der Flug des Adlers (Le lui della vita) (Fernsehfilm)
- 2001: Le ali della vita 2 (Fernsehfilm)
- 2002: Tornare Indietro, Regie: Renzo Badolisani (Kinofilm)
- 2003: Maria Goretti (Fernsehfilm)
- 2003: Don Matteo (Fernsehserie)
- 2004: Verso nord, Regie: Stefano Reali, (Kinofilm)
- 2005: Le bande, Regie: Lucio Giordano (Kinofilm)
- 2005: L’uomo sbagliato, Regie: Stefano Reali (Fernsehfilm)
- 2005: San Pietro (Fernsehfilm)
- 2006: Butta la Luna (Fernsehfilm)
- 2009: Focaccia Blues, Regie: Nico Cirasola (Kinofilm)
- 2009: L’uomo Nero, Regie: Sergio Rubini (Kinofilm)
- 2009: Buon Compleanno Mamma! (Kurzfilm)
- 2011: Che bella giornata, Regie: Gennaro Nunziante (Kinofilm)
- 2012: Quando il sole sorgerà, Regie: Andrea Manicone (Kinofilm)
- 2013: Una vita da sogno, Regie: Domenico Costanzo (Kinofilm)